# 杉並区防災無線電波ジャック事件
杉並区防災無線電波ジャック事件（すぎなみくぼうさいむせんでんぱジャックじけん）とは、1985年（昭和60年）6月22日に東京都杉並区で発生した防災行政無線に対する電波ジャック事件。犯人は逮捕されず、未解決事件となった。

## 事件の概要
1985年（昭和60年）6月22日21時45分頃、杉並区内の小中学校など公共施設104か所に設置された防災行政無線屋外拡声子局のスピーカーから突然、1985年東京都議会議員選挙に立候補を表明していた人物を中傷する内容の女の声が大音量で流れ出した。
内容は以下の通りであった。
- 「杉並区内の皆さん、こちらは長谷川英憲区議を告発する会です」
- 「都議選に立候補している長谷川英憲はひどい男です」
- 「こんなひどい男を都議にしてはならない」
- 「彼らは中核派で人殺しです」
- 「長谷川英憲は人殺しーっ」

あまりの音量に、区民はあわてて外に飛び出したという。区ではスピーカーの電源を切るための閉局電波を発信したが音声は止まず、そのまま約20分間ないし25分間にわたって流れ続けた。区民からの苦情が区役所や警察署に殺到し、110番が不通となった。

### 事件の背景と関連事件
中傷演説で言及された長谷川英憲は、1967年以来中核派の支援を受けて杉並区議会議員を務めており、当時は東京都議会への鞍替えを表明していた。中核派と敵対する革マル派は、本事件以前も長谷川の選挙ポスターを破ったり、街宣車を盗んで放火したりするなどの政治活動の妨害を繰り返していた。対する中核派も鉄パイプなどで武装し、選挙妨害を繰り返す革マル派との乱闘騒ぎを区内各所で起こしていた。

### 推定される手口
当時の防災無線は音声に特定の周波数を重畳させることでスピーカーが作動する単純な仕組み（トーンスケルチ）だったため、伝送使用周波数とキーとなる重畳音声周波数が割り出せればジャックすることが可能であった。当時の杉並区では毎日18時に「夕焼小焼」のメロディを流しており、この際の開局電波を解析され、周波数を割り出されたとみられている。
区側が発信した閉局電波が利かなかったのは、妨害電波のほうが強い出力であったためと考えられている。犯人は当日、防災無線と同じ周波数に設定した強力な送信機を用意し、自動車に乗せて移動しながらか、区内のどこかに基地局を設置して妨害電波を流したとみられている。

### 事件の捜査、その後の影響
警視庁公安部は、革マル派の犯行として捜査を進めたが、犯人は発見されず、事件はそのまま迷宮入りとなった。
長谷川はこの都議選で落選し、1987年の都議補選でも落選したが、次の1989年の都議選で当選、1期を務めた。この時も1985年と同様に杉並区の防災無線がジャックされて長谷川に対する中傷が放送されたため、杉並区はその後数年にわたって選挙期間中の防災行政無線の運用の自粛を余儀なくされた。
事件直後から、都内各自治体および郵政省・警視庁・消防庁・東京消防庁および無線機メーカーによる連絡会議が開かれ、都側は人力によるスピーカー遮断方法の整備、政府側はスピーカー作動信号のデジタル化規格の制定など、対策を急いだ。やがて、防災無線システムは、放送前にデジタルコードを送信してからでないと動作しない仕組みや、伝送自体のデジタル化などの改良がなされ、本事件同様の方法で電波ジャックすることは困難となっている。また、総務省による不法無線局などを探知するための電波監視システム「デューラス」が整備されており、仮に妨害電波を発射しても発信源が瞬時に割り出せるようになったことから、当時のように延々と妨害電波を発射することはほぼ不可能である。